# Al-Seeb Sports Club
Maillots
Le Al Seeb Club (en arabe : نادي السيب) est un club omanais de football fondé en 1972 et basé à Seeb.

## Palmarès
| Compétitions nationales | Compétitions internationales             |
| --- | ---------------------------------------- |
| - Championnat d'Oman (4) - Champion : 2019-20, 2021-22, 2023-24, 2024-25 - Coupe du Sultan Qaboos (4) - Vainqueur : 1997, 1998, 1999 et 2022. - Finaliste : 2004, 2006, 2023 et 2025. - Supercoupe d'Oman (2) - Vainqueur : 2022, et 2023. - Finaliste : 1999 et 2004. | - Coupe de l'AFC (1) - Vainqueur : 2022. |